# Marion Potts
Marion Potts es una directora de teatro australiana.
En la Universidad de Sídney, se unió a la Sociedad Dramática de la Universidad de Sídney y completó una carrera en  teatro después de estudiar simbióticos teatrales. Estudió dirección en el Instituto Nacional de Arte Dramático.
Ha dirigido producciones para muchas de las principales compañías de teatro de Australia, incluidas Sídney Theatre Company, Melbourne Theatre Company, Queensland Theatre Company, Malthouse Theatre, State Theatre Company of South Australia, Griffin Theatre Company, Bell Shakespeare y Victorian Opera.
Potts fue Directora Residente de la Sídney Theatre Company de 1995 a 1999. Fue Directora Artística Asociada de Bell Shakespeare y Directora Artística de su división de desarrollo, Mind’s Eye, de 2005 a 2010. Fue directora artística del Malthouse Theatre en Melbourne de 2010 a 2015. Se convirtió en directora de teatro con el Australia Council en 2015.
Potts recibió el premio Helpmann a la mejor dirección de una obra en 2006 por su producción La cabra o ¿quién es Sylvia? con la Compañía Estatal de Teatro de Australia del Sur.